# Zweifelscheid
Zweifelscheid is een plaats in de Duitse deelstaat Rijnland-Palts, en maakt deel uit van de Eifelkreis Bitburg-Prüm.
Zweifelscheid telt 54 inwoners.

## Bestuur
De plaats is een Ortsgemeinde en maakt deel uit van de Verbandsgemeinde Südeifel.

## Bevolking
Ontwikkeling van het inwoneraantal (31. December):
| - 1815 – 57 - 1835 – 117 - 1871 – 128 - 1905 – 178 - 1939 – 107 - 1950 – 112 | - 1961 – 106 - 1965 – 95 - 1970 – 86 - 1975 – 77 - 1980 – 73 - 1985 – 74 | - 1987 – 62 - 1990 – 66 - 1995 – 61 - 2000 – 46 - 2005 – 46 |

 Bron: Statistisches Landesamt Rheinland-Pfalz
Verbandsvrije stad:  Bitburg